# Vương Thiên Nhất
Vương Thiên Nhất (giản thể: 王天一; bính âm: Wang Tianyi; sinh ngày 23 tháng 4 năm 1989) là một vận động viên môn cờ tướng người Trung Quốc. Vương Thiên Nhất từng nhiều lần vô địch cờ tướng Trung Quốc và thế giới nhưng đã bị Liên đoàn cờ tướng Trung Quốc tước mọi danh hiệu và bị cấm thi đấu suốt đời do đã tham gia mua bán độ trong thời gian dài.
Trước khi bị cấm thi đấu thì Vương Thiên Nhất đã 3 lần đoạt chức vô địch cờ tướng thế giới vào các năm 2013, 2017 và 2022. Anh được biết đến với biệt hiệu "Ngoại Tinh Lai Khách" bởi lối đánh cờ độc đáo khác hoàn toàn so với các kỳ thủ còn lại của Trung Quốc.

## Sự nghiệp
Ngay từ nhỏ, Vương Thiên Nhất đã được làm quen và bộc lộ năng khiếu tuyệt vời về cờ tướng. Năm 7 tuổi, Vương đã bắt đầu học cờ và mấy năm sau đã giành được hầu như mọi chức vô địch ở các giải đấu của lứa tuổi thanh thiếu niên tại Trung Quốc. Năm 2002 khi mới 13 tuổi, anh giành ngôi quán quân giải cờ tướng dành cho lứa tuổi học sinh trung học toàn quốc. Đến tháng 11 năm 2004 tại Bắc Kinh, Vương vô địch nội dung nam trẻ Giải vô địch cờ tướng đồng đội Châu Á lần thứ 13 với thành tích 7 ván thắng và 1 hòa. Năm 2005, anh vô địch Giải cờ tướng thiếu niên toàn Trung Quốc và được phong "Tượng kỳ đại sư".
Năm 2012, Vương vô địch Trung Quốc và được thăng cấp "Tượng kỳ đặc cấp đại sư".
Năm 2017, Vương Thiên Nhất vô địch Giải cờ tướng thế giới đồng thời đoạt ngôi quán quân tại Bích Quế Viên Bôi sau khi vượt qua Trịnh Duy Đồng. Tuy nhiên, anh lại để thua Từ Siêu ở giải vô địch cờ tướng Trung Quốc.
Năm 2018 là một năm đáng nhớ trong sự nghiệp Vương Thiên Nhất, vào tháng 1, anh giành chức vô địch giải cờ tướng đẳng cấp cao quốc gia. Kế đó Vương vô địch Cao Cảng Bôi vào tháng 5. Tới tháng 9 cùng năm, Vương Thiên Nhất vô địch Dương Quan Lân Bôi. Đến ngày 25 tháng 9, Vương kết thúc một năm thành công bằng chức vô địch Bảo Bôi. Cũng trong năm này, Vương đã có trận thắng trước kỳ thủ Lại Lý Huynh của Việt Nam ở tứ kết Hàn Tín Bôi.
Năm 2019, đội Hàng Châu của Vương Thiên Nhất để thua Tứ Xuyên trong trận chung kết Giáp Cấp Liên Tái.
Năm 2022, Vương Thiên Nhất lần thứ 3 đoạt chức vô địch thế giới ở giải đấu được tổ chức ở Malaysia, nhưng ở nội dung đồng đội thì đội tuyển cờ tướng Trung Quốc để mất huy chương vàng vào tay đội tuyển Việt Nam.
Năm 2023, đội cờ Hàng Châu của Vương Thiên Nhất đã chiêu mộ Lại Lý Huynh tham gia giải cờ tướng đồng đội Giáp Cấp Liên Tái và đã bảo vệ thành công danh hiệu vô địch.
Đầu năm 2024, Vương Thiên Nhất và đồng đội ở đội cờ Hàng Châu là Vương Dược Phi bị điều tra hành vi dàn xếp tỷ số. Đây là scandal làm rúng động làng cờ tướng chuyên nghiệp Trung Quốc, khiến cho tất cả các giải đấu chuyên nghiệp trong năm 2024 phải tạm hoãn để phục vụ công tác điều tra. Đến tháng 9 năm 2024, Liên đoàn cờ tướng Trung Quốc thông báo cấm thi đấu trọn đời với kỳ thủ Vương Thiên Nhất và Vương Dược Phi, vì mua bán độ.